# Komisarz Pepe
Komisarz Pepe (wł. Il commissario Pepe) – włoski dramat filmowy z 1969 roku w reżyserii Ettorego Scoli, który także był współtwórcą scenariusza obok Ruggero Maccariego. Światowa premiera odbyła się 24 września 1969. W rolach głównych wystąpili Ugo Tognazzi, Giuseppe Maffioli, Silvia Dionisio, Tano Cimarosa oraz Marianne Comtell. Zdjęcia kręcono w Vicenzy i Bassano del Grappa.

## Fabuła
Głównym bohaterem filmu jest komisarz Antonio Pepe (Ugo Tognazzi), który jest szefem miasteczka w północnej części Włoch. Zostaje zmuszony do przeprowadzenia śledztwa w sprawie prostytucji w swoim miasteczku. Jest w nią zamieszanych wielu ludzi, nawet na najwyższych szczeblach władzy.

## Obsada
- Ugo Tognazzi jako Antonio Pepe
- Giuseppe Maffioli jako Parigi
- Silvia Dionisio jako Silvia
- Tano Cimarosa jako Gaetano Cimarosa
- Marianne Comtell jako Matilde Carroni